# Tahuamanu (tỉnh)
Tỉnh Tahuamanu (tiếng Tây Ban Nha: Provincia de Tahuamanu) là một tỉnh thuộc vùng Madre de Dios của Peru. Tỉnh Tahuamanu có diện tích 21197 km², dân số thời điểm theo điều tra dân số ngày 11 tháng 7 năm 1993 là 6443 người. Tỉnh lỵ đóng ở Iñapari.